# 麒麟座BT
麒麟座BT（BT Monocerotis），也称1939年麒麟座新星（Nova Monocerotis 1939），是一颗位于麒麟座的新星，1939年爆发，由美国天文学家弗雷德·惠普尔在当年12月23日发现。爆发时最亮视星等为4.5等，之后亮度在36天下降了3等，它爆发时的光变曲线有一段长的平台期。
在麒麟座BT爆发前30年中拍摄的照相底片都可以显示它的存在。在1933年以前，麒麟座BT的平均视星等为15.52等，亮度变化为1.2等。这个亮度一直稳定持续到爆发之前，当时亮度变化为0.9等，在爆发前并没有亮度增加的迹象。
麒麟座BT是一个互相作用的联星系统，包括一颗白矮星和一颗恒星光谱为G8V型的主序星。两颗恒星的公转周期为0.33381379天， 倾角为88.2°，其互相绕行轨道几乎在地球观察者视线方向，彼此掩食，因此组成食双星。 新星爆发被认为是白矮星吸积主序星伴星的物质而产生。 目前尚未确定白矮星是否有由吸积物质组成的吸积盘。物质从这个双星系统喷出的视向速度为450km/s，而如果物质流是从两级喷出，速度可达3,200km/s。